# Pseudogenusa makala
Pseudogenusa makala är en fjärilsart som beskrevs av George Thomas Bethune-Baker 1909. Pseudogenusa makala ingår i släktet Pseudogenusa och familjen tofsspinnare. Inga underarter finns listade i Catalogue of Life.